# شوگون‌سالاری توکوگاوا

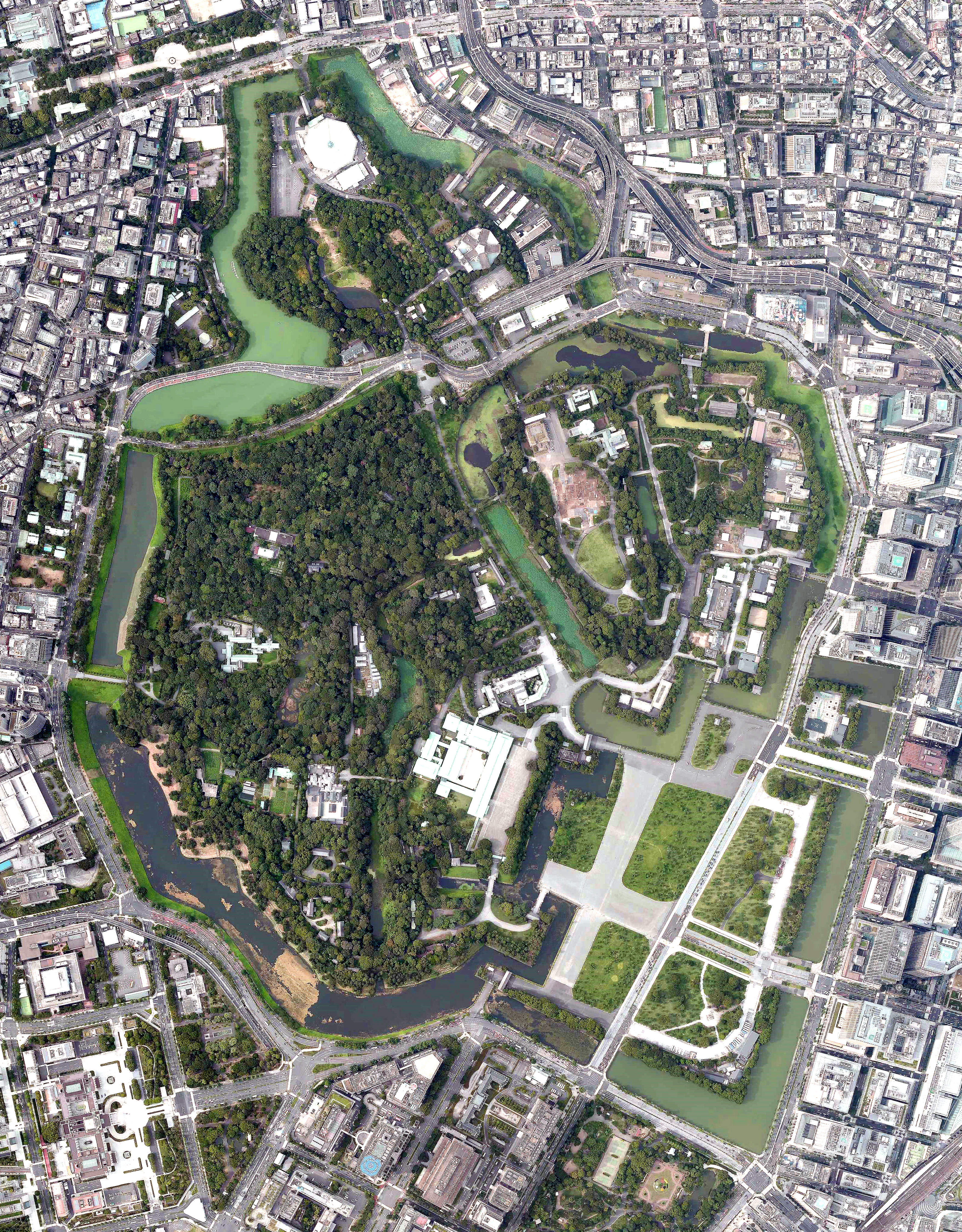
نمای هوایی از فضای درونی قلعه ادو، مکان امروزی کاخ امپراتوری توکیو

شوگون‌سالاری توکوگاوا که با نام‌های توکوگاوا باکوفو (به ژاپنی: 徳川幕府 Tokugawa Bakufu) و شوگون‌سالاری ادو و ادو باکوفو (به ژاپنی: 江戸幕府 Edo Bakufu) نیز شناخته می‌شود، حکومتی ارباب‌رعیتی در ژاپن بود که به دست شوگون‌ها که از خاندان توکوگاوا بودند، اداره می‌شد. این دوران با عنوان دوره ادو نیز یاد می‌شود و نام خود را از پایتخت این دوره ادو (توکیو در ژاپن امروز) می‌گیرد. پایگاه حکومت شوگون‌سالاری توکوگاوا قلعه ادو بود. این سومین حکومت شوگون‌سالاری تاریخ ژاپن، پس از کاماکورا (۱۳۳۳–۱۱۹۲ میلادی) و آشیکاگا (۱۵۷۳–۱۳۳۶ میلادی) بود. این حکومت از سال ۱۶۰۳ تا ۱۸۶۸ (میلادی)، که آغاز دوران نوسازی میجی بود، پایدار ماند.
پس از دوران دوره سنگوکو (۱۵۷۳–۱۴۷۷ میلادی) یا جنگ‌های داخلی ژاپن، دولت مرکزی تا حد زیادی به دست اودا نوبوناگا و تویوتومی هیده‌یوشی بازسازی شده بود. پس از نبرد سکیگاهارا قدرت اصلی در دستان توکوگاوا ایه‌یاسو قرار گرفت. به زودی، با پیشرفت توکوگاوا، امپراتور عنوان شوگون را در سال ۱۶۰۳ به ایه‌یاسو اعطا کرد و شوگون‌سالاری توکوگاوا به دست ایه‌یاسو بنیان‌گذاری شد. در این دوره در حالی که امپراتور رسماً حق انتصاب شوگون را داشت و یارانه‌های سخاوتمندانه دریافت می‌کرد، امپراتور عملاً هیچ دخالتی در امور دولتی نداشت.
شوگون‌سالاری توکوگاوا جامعه ژاپن را تحت سیستم سختگیرانه طبقاتی توکوگاوا سازماندهی می‌کرد و برای ارتقای ثبات سیاسی تحت سیاست‌های انزواگرایانه ورود اکثر خارجی‌ها را به ژاپن ممنوع کرد. شوگون‌های توکوگاوا، ژاپن را در یک سیستم ارباب‌رعیتی اداره می‌کردند. شوگون‌سالاری ادو یک سیستم باکوفو-هان ایجاد کرد که در آن سامورایی‌هایی که ۱۰٬۰۰۰ ککو یا بیشتر دریافت می‌کردند، دایمیو نامیده می‌شدند و سرزمین‌هایی که تحت کنترل آنها بود، «هان» نامیده می‌شد. دایمیوها به‌طور کلی به «دایمیوهای شینپان» (خویشان) که از طریق خون با خانواده توکوگاوا مرتبط بودند، «دایمیوهای فودای» که قبل از نبرد سکیگاهارا به خانواده توکوگاوا خدمت می‌کردند و حتی در مناصب مهم در شوگون‌سالاری مشغول به کار بودند، و «دایمیوهای توزاما» (خارجی) که پس از نبرد سکیگاهارا به خانواده توکوگاوا خدمت می‌کردند و اجازه تصدی مناصب مهم را نداشتند، تقسیم می‌شدند. تعداد قلمروهای فئودالی در نوسان بود، اما به‌طور متوسط حدود ۳۰۰ مورد وجود داشت. شوگون سوم، توکوگاوا ایه‌میتسو در تلاش برای محدود کردن شورش‌های دایمیوها، سیاست سانکین کوتای یا اسکان متناوب همسران و فرزندان دایمیوها در پایتخت را به عنوان گروگان اجباری کرد. این سیستم دایمیوها را ملزم می‌کرد هر دو سال یکبار بین استان‌های خود و ادو (توکیوی امروزی) سفر کنند و با شوگون ملاقات حضوری داشته باشند.
در دوران شوگون‌سالاری توکوگاوا، ژاپن رشد اقتصادی و شهرنشینی سریعی را تجربه کرد که منجر به ظهور طبقه بازرگان و فرهنگ اوکی‌یو (بهره بردن از لذایذ دنیوی) شد. شوگون‌سالاری توکوگاوا در دوره باکوماتسو از سال ۱۸۵۳ افول کرد و توسط حامیان دربار امپراتوری در کیوتو در طی نوسازی میجی در سال ۱۸۶۸ سرنگون شد. بازگشت قدرت سیاسی به امپراتور در دوران دولت میجی شکل گرفت اما وفاداران به خاندان توکوگاوا در جنگ بوشین تا شکست جمهوری ازو در نبرد هاکوداته در ژوئن ۱۸۶۹ به مبارزه ادامه دادند.

## تاریخ

### دوره شکل‌گیری
پس از دوره سنگوکو (دوره جنگ‌های داخلی)، دولت مرکزی تا حد زیادی توسط اودا نوبوناگا در طول دوره آزوچی-مومویاما دوباره تأسیس شد. جانشین اودا نوبوناگا و متحدکنندهٔ بعدی ژاپن تویوتومی هیده‌یوشی بود که در سال ۱۵۹۸ میلادی درگذشت، توکوگاوا ایه‌یاسو، رهبر پنج تن از بزرگان که از دولت تویوتومی حمایت می‌کردند، این را فرصتی برای تصرف کشور دید و شروع به تصاحب قدرت سیاسی واقعی کرد. ملازمان وفادار تویوتومی هیده‌یوشی، مانند ایشیدا میتسوناری، که آرزوی بقای حکومت تویوتومی را داشتند، تلاش‌های توکوگاوا ایه‌یاسو برای تصاحب قدرت را حس کردند و ارتشی را برای شکست دادن ایه‌یاسو فراهم کردند. در سال ۱۶۰۰، نبرد سکیگاهارا آغاز شد، نبردی سرنوشت‌ساز که گفته می‌شود مسیر ملت ژاپن را تغییر داد. اگرچه این نبردی بزرگ بود که دایمیوهایی از سراسر کشور در آن شرکت داشتند، اما به لطف برنامه‌ریزی دقیق توکوگاوا ایه‌یاسو، نبرد تنها در عرض نصف روز به پایان رسید. پس از نبرد سکیگاهارا، قدرت مرکزی به دست توکوگاوا ایه‌یاسو افتاد. دایمیوها (اربابان فئودالی) و هان‌ها (قلمروهای فئودالی) به عنوان اجزای تحت فرمان شوگون‌سالاری جدید او بودند. دایمیوهایی که در کنار ایه‌یاسو در نبرد سکیگاهارا بودند، پاداش دریافت کردند و برخی از ملازمان سابق ایه‌یاسو به عنوان دایمیو ارتقا پیدا کردند و به صورت راهبردی در سراسر کشور قرار داشتند. : ۱۴۴  پس از جنگ، توکوگاوا ایه‌یاسوِ پیروز با افزایش برداشت برنج و سایر اقدامات، با دایمیوهای توکوگاوا به خوبی رفتار کرد، در حالی که دایمیوهای مخالف را با کاهش حقوق آنها و محروم کردنشان از قلمروهایشان (کای‌اکی: مصادره زمین‌هایشان) کاملاً از بین برد. سپس در سال ۱۶۰۳، توکوگاوا ایه‌یاسو، در سن ۶۰ سالگی مقام شوگون را از امپراتور ژاپن دریافت کرد و شوگون‌سالاری را در ادو (توکیوی امروزی) تأسیس کرد و بدین ترتیب شوگون‌سالاری توکوگاوا متولد شد. شوگون‌سالاری در ادو متمرکز بود تا از دخالت دربار امپراتوری که در کیوتو مستقر بود، جلوگیری کند. حتی پس از تأسیس شوگون‌سالاری توکوگاوا، ایه‌یاسو همچنان حرکات خاندان تویوتومی را از نزدیک زیر نظر داشت. سپس، در محاصره زمستانی اوساکا و محاصره تابستانی اوساکا در سال‌های ۱۶۱۴ و ۱۶۱۵، خاندان تویوتومی نابود شد و اقتدار شوگون‌سالاری توکوگاوا به‌طور کامل تثبیت شد. توکوگاوا آیه یاسو پس از رسیدن به مقام شوگونی، تنها دو سال بعد این مقام را به پسر ارشدش، توکوگاوا هیده‌تادا، واگذار کرد. این انتقال به این منظور انجام شد که به اربابان فئودال اطلاع داده شود که نظام شوگون‌سالاری ادو یک نظام موروثی است. همان‌طور که توکوگاوا ایه‌یاسو آرزو داشت، شوگون‌سالاری ادو به مدت ۱۵ نسل و به مدت ۲۶۵ سال توسط خانواده توکوگاوا اداره شد.
شوگون‌ها توسط دربار امپراتوری منصوب می‌شدند. تا زمان شوگون سوم، توکوگاوا ایه‌میتسو، آنها برای دریافت اعلامیه شوگون‌سالاری (صدور فرمان امپراتوری) به کیوتو می‌رفتند. شوگون چهارم، توکوگاوا ایه‌تسونا، برای رفتن به کیوتو خیلی جوان بود، بنابراین یک فرستاده از قلعه ادو برای دریافت انتصاب پذیرفته شد و این امر پس از آن به رسم تبدیل شد.

### دوره ثبات
یک دوره طولانی صلح بین محاصره اوساکا در سال ۱۶۱۵ و کودتای کی‌آن در سال ۱۶۵۱ رخ داد. در این دوره، شوگون‌سالاری مدیریت مدنی را در اولویت قرار داد و جامعه مدنی شاهد افزایش فعالیت‌های تجاری و صنعتی بود. تجارت تحت حکمرانی ایه‌یاسو شاهد به وجود آمدن ثروت جدیدی بود که توسط معدن‌ها و تولید کالا ایجاد می‌شد و منجر به مهاجرت جمعیت روستایی به مناطق شهری شد. ژاپن در دوره گنروکو (۱۷۰۴–۱۶۸۸) دوره‌ای از شکوفایی مادی و هنری را دید، مانند توسعه اولیه اوکی‌یو-ئه (چاپ چوبی) توسط هیساکاوا مورونوبو. زمان حکمرانی شوگون هشتم توکوگاوا یوشیمونه (۱۷۴۵–۱۷۱۶) شوگون‌سالاری شاهد برداشت ضعیف و کاهش درآمد مالیاتی در اوایل دهه ۱۷۲۰ بود، در نتیجه او برای ترمیم امور مالی شوگون‌سالاری به اصلاحات کیوهو دست زد. او معتقد بود که سامورایی‌ها و اشراف نظامی در حال از دست دادن قدرت خود در برابر تجار و زمین‌داران ثروتمند هستند.
ماهیت تا حد زیادی انعطاف‌ناپذیر سیستم قشربندی اجتماعی در طول زمان اثراتی مخرب از خود بر جا گذاشت. مالیات بر دهقانان در مقادیر ثابتی تعیین شده بود که تورم یا سایر دگرگونی در ارزش پولی را به حساب نمی‌آورد. در نتیجه، درآمدهای مالیاتی جمع‌آوری‌شده توسط زمین‌داران سامورایی در طول زمان به‌طور فزاینده‌ای کاهش یافت. مطالعه‌ای در سال ۲۰۱۷ نشان داد که شورش‌های دهقانی و فرار از خدمت، نرخ‌های مالیات را کاهش داد و از رشد دولت در شوگون‌سالاری توکوگاوا جلوگیری کرد. تا اواسط قرن هجدهم، هر دو شوگون و دایمیوها با مشکلات مالی مواجه شدند، در حالی که طبقه بازرگان ثروتمندتر از قبل شدند. قیام دهقانان و نارضایتی سامورایی‌ها به‌طور فزاینده ای رایج شد. برای پرداختن به این مسائل برخی اصلاحات مانند اصلاحات کانسی به دستور امپراتور کوکاکو (۹۳–۱۷۸۷) و توسط مشاور ارشد شوگون ماتسودایرا سادانوبو انجام شد. : ۱۴ 
تا سال ۱۸۰۰، شهر ادو احتمالاً عنوان پرجمعیت‌ترین شهر جهان را به خود اختصاص داده بود زیرا بیش از یک میلیون نفر را در خود جای داده بود همچنین سه شهر دیگر با بیش از ۳۰۰٬۰۰۰ نفر جمعیت در ژاپن وجود داشت.

### اواخر دوره (۱۸۵۳–۱۸۶۷)
اواخر دوره شوگون‌سالاری توکوگاوا که باکوماتسو نامیده می‌شود. دوره ای بین ۱۸۵۳ و ۱۸۶۷ بود که ژاپن به سیاست خارجی انزواطلبانه‌ای به نام «ساکوکو» پایان داد و از یک سیستم ارباب‌رعیتی در شوگون‌سالاری به دولت میجی مدرن تغییر کرد. از آنجایی که تولید کشاورزی در مقایسه با بخش‌های بازرگانی و تجاری عقب مانده بود، وضع اقتصادی سامورایی‌ها و دایمیوها به خوبی طبقه بازرگان نبود. علیرغم تلاش‌ها برای اصلاحات مالی، مخالفت‌های فزاینده ای که وجود داشت، شوگون‌سالاری توکوگاوا را از اواسط قرن ۱۸ تا اواسط قرن ۱۹، زمانی که سال‌ها قحطی منجر به افزایش قیام‌های دهقانی شد، به‌طور جدی تضعیف کرد. مجموعه‌ای از «معاهده‌های نابرابر» که در آن کشورهای قوی‌تر اراده خود را به کشورهای کوچک‌تر در شرق آسیا تحمیل می‌کردند، ناآرامی‌های بیشتری ایجاد کرد، به‌ویژه عهدنامه کاناگاوا که بندرهای ژاپن را به روی کشتی‌های آمریکایی گشود، امنیت این کشتی‌ها را تضمین کرد و به ایالات متحده اجازه داد در ازای عدم بمباران ادو، یک کنسولگری دائمی تأسیس کند. این معاهده تحت فشار و زمانی امضا شد که دریاسالار متیو سی. پری، که با اعزام تهدیدآمیز ناوگان جنگی آمریکایی خود به آب‌های ژاپن، از تاکتیک‌های دیپلماسی قایق‌های توپ‌دار استفاده کرد.
در دهه ۱۸۵۰، پس از ورود ناوگان نیروی دریایی ایالات متحده آمریکا به فرماندهی متیو سی. پری، که منجر به گشایش اجباری ژاپن شد، نارضایتی فزاینده ای از سوی دایمیوهای توزاما و احساسات غرب‌ستیزی بروز پیدا کرد. جناح‌های عمده ایدئولوژیک و سیاسی در این دوره به دو دسته شیشی‌های (ملی‌گراهای طرفدار امپراتور) و نیروهای شوگون تقسیم شدند. جدای از دو گروه مسلط، جناح‌های دیگر سعی کردند از هرج و مرج دوران باکوماتسو برای به دست گرفتن قدرت شخصی استفاده کنند.: ۴۰ 
اتحاد دایمیوها و امپراتور موفق به سرنگونی حکومت شوگون‌سالاری شد که در سال ۱۸۶۸ با استعفای پانزدهمین شوگون توکوگاوا حکمرانی آن به پایان رسید و به احیای سلطنت و قدرت گرفتن امپراتور میجی منتهی شد. برخی از ملازمان وفادار شوگون در طول جنگ بوشین که بعداً ادامه پیدا کرد شد به مبارزه ادامه دادند، اما در نهایت در نبرد توبا-فوشیمی شکست قابل توجهی خوردند.: ۴۲ 

## دولت

### شوگون‌سالاری و دایمیوها
در طول دوره ادو (۱۸۶۷–۱۶۰۳) به‌طور متوسط تمامی ژاپن به ۲۷۰ قلمرو یا هان که هرکدام توسط یک ارباب فئودال به نام دایمیو اداره می‌شد، تقسیم شده بود؛ اگرچه اربابان فئودال در حوزه تیولی خویش از استقلال داخلی فراوانی برخوردار بودند، ولی به‌طور کلی قدرت اقتصادی – سیاسی کشور، در دست دولت مرکزی بود که در رأس آن شخص شوگون که در ادو، پایتخت امروز ژاپن توکیو مستقر بوده است، قرار داشت. رابطه و مکانیسمی که حکومت مرکزی ضمن حفظ استقلال داخلی هان‌ها، بر سراسر کشور حکمرانی می‌کردند از طرف تاریخ نگاران سیستم باکوهان نامگذاری شده است. ثروت بر اساس اندازه تولید برنج در هر سال تعیین می‌شد و معیار اندازه‌گیری «ککو» بود. یک «ککو» مقدار برنجی بود که برای تغذیه یک مرد بالغ برای یک سال لازم بود. حداقل عدد برای شناخته شدن به عنوان یک «دایمیو» (ارباب بزرگ) ده هزار ککو بود؛ بزرگی قلمرو نه مساحت زمین بلکه بر اساس پیش‌بینی محصول‌دهی و بر مبنای کُکوداکا یا «ارزش اقتصادی زمین» و مشخص می‌شد. نظام فئودالی در ژاپن از این لحاظ با فئودالیسم در غرب تفاوت داشت. بزرگ‌ترین آنها، به غیر از آنچه متعلق به شوگون بود، بیش از یک میلیون ککو و متعلق به خاندان مائدا ارباب قلمرو کاگا بود که ارزش آن امروزه ۳۰۷٫۵ میلیارد ین ژاپن تخمین زده می‌شود.
سیستم باکوهان سیستم سیاسی ارباب‌رعیتی در دوره ادو ژاپن بود. این سیستم، از زمان انتصاب ایه‌یاسو به عنوان شوگون در سال ۱۶۰۳، اما به ویژه پس از توکوگاوا محاصره اوساکا در سال ۱۶۱۵، شروع شد. سیاست‌های مختلفی برای اعمال کنترل شوگون‌سالاری اجرا شد که استقلال دایمیوها را به شدت کاهش داد.
سیستم باکوهان قدرت فئودالی را بین شوگون‌سالاری در ادو و دایمیوها با قلمروهای در سراسر ژاپن تقسیم می‌کرد. شوگون مسئول روابط خارجی، امنیت ملی، ضرب سکه و حمل و نقل بود. اربابان فئودالی در ازای وفاداری به شوگون مسئول بوروکراسی‌ها، سیاست‌ها و قلمروهای خاص خود در هان بودند.

#### سیاست‌های کنترل دایمیو
سیاست‌های اصلی شوگون‌سالاری در مورد دایمیوها عبارت بودند از:
- اصل این بود که هر دایمیو (از جمله کسانی که قبلاً مستقل از خانواده توکوگاوا بودند) به شوگون‌سالاری تسلیم و تابع شدند، و هر «هان» مستلزم شناسایی شوگون‌سالاری بود و مشمول توزیع مجدد زمین آن بود.[۱۴]: 192–93  دایمیوها با هر شوگون بیعت می‌کردند و قوانین خاندان‌های جنگجو یا بوکه شوهاتّو را می‌پذیرفتند.
- سیستم سانکین کوتای (به معنای حضور متناوب)، دایمیوها را ملزم می‌کرد که هر سال در میان به ادو سفر کنند و در ادو اقامت داشته باشند، و خانواده‌هایشان در طول غیبتشان در ادو بمانند.[۱۸]
- فرمان یک ملک اربابی یک قلعه، طبق این فرمان دایمیوی یک ولایت (بعدها نام آن به «هان») تغییر پیدا کرد، فقط حق سکونت در یک قلعه ژاپنی را دارد و دیگر قلعه‌های متعلق به او باید متروک شوند.[۱۴]: 194
- بوکه شوهاتو، که اولین مورد آن در سال ۱۶۱۵ است، ساختن استحکام‌های جدید یا تعمیر استحکامات موجود را بدون تأیید باکوفو و پذیرش فراریان شوگون‌سالاری و پیوند ازدواج خانواده دایمیوها را بدون مجوز رسمی ممنوع کرد.[۱۴]

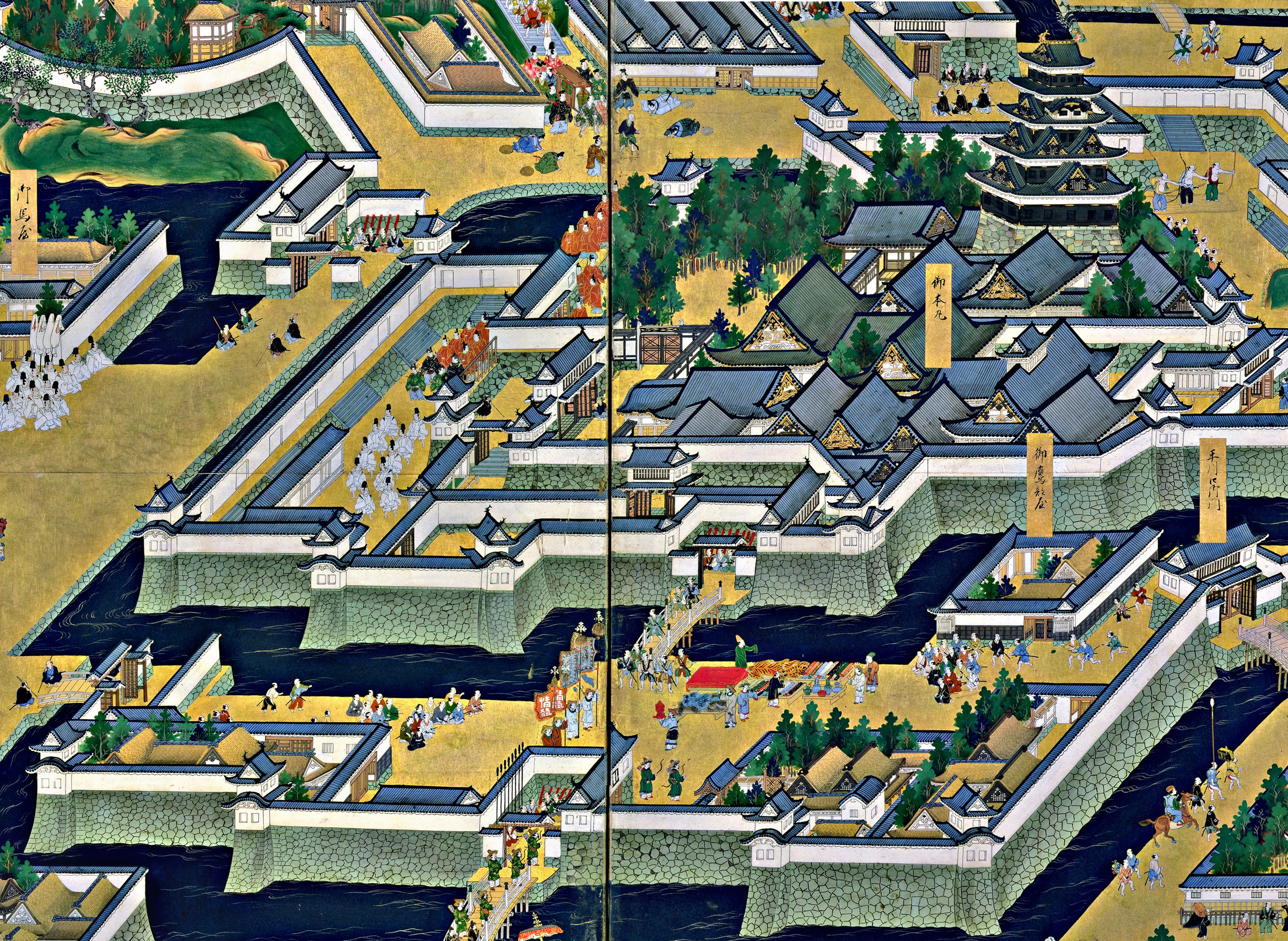
قلعه ادو، قرن هفدهم

شوگون‌سالاری قدرت ضبط و مصادره، الحاق و تغییر دامنه‌ها را داشت، اگرچه پس از سال‌های اولیه شوگون‌سالاری این مداخله‌ها به ندرت و با دقت اعمال می‌شد تا از به هم پیوستن دایمیوها جلوگیری شود. سیستم اقامت جایگزین سانکین کوتای هر دایمیو را ملزم می‌کرد که در سال‌های متناوب بین هان و محل اقامتش در ادو رفت و آمد باشد. همچنین لازم بود که خانواده خود را تا زمان بازگشت به ادو به عنوان گروگان در این شهر باقی بگذارد. هزینه زندگی خانواده در ادو (گروگان‌ها) و هزینه‌های هنگفت سانکین کوتای که بر هر هان تحمیل شد، به تضمین وفاداری به شوگون کمک می‌کرد. در دهه ۱۶۹۰، اکثریت قریب به اتفاق دایمیوها در ادو به دنیا آمدند و بیشتر آن‌ها ادو را خانه خود می‌دانستند. برخی از دایمیوها علاقه چندانی به قلمروهای فئودالی خود نداشتند و باید از آنها درخواست می‌شد تا به ولایت خود بازگردند.
در ازای تمرکز، صلح در میان دایمیوها حفظ شد. برخلاف دوره سنگوکو، دایمیوها دیگر نگران درگیری با یکدیگر نبودند.

#### طبقه‌بندی دایمیوها
خاندان توکوگاوا با حفظ اصرار جزمی بر وفاداری به «شوگون» وفاداری را بیشتر تضمین کرد. دایمیوها به سه دسته اصلی طبقه‌بندی شدند:
- دایمیوهای شینپان (بستگان) شش خاندان بودند که از پسران ایه‌یاسو و همچنین پسران شوگون هشتم و نهم تشکیل شده بودند که در صورتی که شوگون از خاندان اصلی توکوگاوا وارث نداشت برای شوگون شدن می‌توانستند انتخاب شوند. «شینپان» در اصل قلمرو فرزندان توکوگاوا که پس از توکوگاوا ایه‌یاسو در دوره ادو به دایمیو تبدیل شدند. اصطلاحی کلی برای سه قلمرو اصلی فئودالی اٌواری، ولایت کی و قلمرو میتو و همچنین خاندان ماتسودایرا از کی و ولایت اچیزن نیز دارای چنین عنوانی بودند.[۲۷]
- دایمیوهای فودای (ارثی) عمدتاً زیردستان ایه‌یاسو و خاندان توکوگاوا قبل از نبرد سکیگاهارا بودند. آنها بر هان (املاک) خود حکومت می‌کردند و به عنوان مقام‌ها عالی در خدمت حکومت شوگون بودند، اگرچه «هان» آنها در مقایسه با دامنه‌های «توزاما» کوچکتر بود. آنها در نقاط کلیدی سراسر کشور مستقر بودند و مناصب کلیدی را در درون شوگون‌سالاری در انحصار خود داشتند.[۲۸]
- دایمیوهای توزاما (غیرخودی) حدود ۱۰۰ دایمیو بودند، که اکثر آنها پس از نبرد سکیگاهارا، تابع خاندان توکوگاوا شدند. برخی علیه نیروهای توکوگاوا جنگیدند، اگرچه برخی بی‌طرف بودند یا حتی در کنار خاندان توکوگاوا به‌عنوان متحد و نه ملازم جنگیدند.[۲۹]

دارایی دایمیوهای توزاما که در نبرد سکیگاهارا علیه خاندان توکوگاوا جنگیدند، به میزان قابل توجهی کاهش یافت. آنها اغلب در مناطق کوهستانی یا دور قرار داشتند، یا بین دایمیوهای مورد اعتماد قرار داده می‌شدند. در اوایل دوره ادو، شوگون‌نشین‌ها «توزاما» را دارای کمترین احتمال وفاداری می‌دانستند. با گذشت زمان، ازدواج‌های استراتژیک و استقرار نظام باعث شد تا در قلمروهای «توزاما» شورش کمتری رخ دهد. با این حال، در نهایت، همچنان «توزاماهای» بزرگ قلمرو ساتسوما، قلمرو چوشو و قلمرو توسا و تا حدی قلمرو هیزن بود. که شوگون‌سالاری را از قدرت سرنگون کرد. این چهار قلمرو «چهار خاندان غربی» یا به اختصار «ساتچودوهی» نامیده می‌شوند.

### روابط با امپراتور

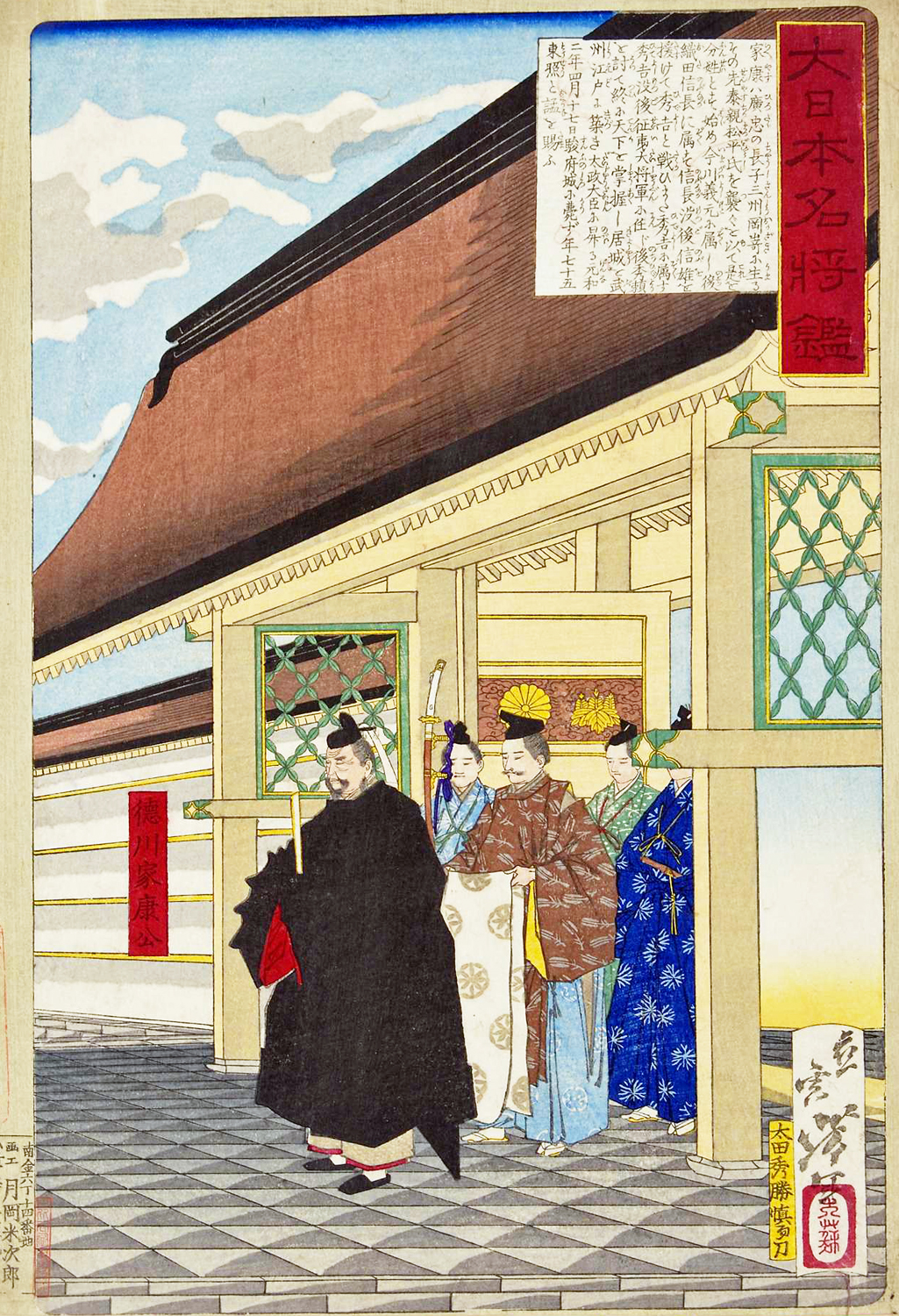
یک اوکی‌یو-ئه توسط تسوکی‌اوکا یوشی‌توشی که صحنه‌ای را به تصویر می‌کشد که ایه‌یاسو با امپراتور گو-یوزی دیدار داشت.

صرف نظر از عنوان سیاسی امپراتور، شوگون‌های خانواده توکوگاوا، ژاپن را تحت کنترل داشتند. شوگون‌سالاری کمک مالی اسمی تای‌سی (体制 taisei) توسط دربار امپراتوری در کیوتو را به خانواده توکوگاوا تضمین کرد. در حالی که امپراتور رسماً حق انتصاب شوگون را داشت و یارانه‌های سخاوتمندانه دریافت می‌کرد، امپراتور عملاً هیچ دخالتی در امور دولتی نداشت. شوگون‌سالاری کینچو نارابینی کوگه شوهاتو را صادر کرد. رابطه خود را با دودمان یاماتو و کوگه (مقام‌ها درباری) نشان داد و تصریح کرد که امپراتور باید وقت خود را به دانش و شعر اختصاص دهد. شوگون‌سالاری همچنین یک رابط با امپراتور به نام «کیوتو شوشیدای» (نماینده شوگون در کیوتو) منصوب کرد. شوشیدای، که معمولاً از میان دایمیوهای فودای انتخاب می‌شد، معاون شوگون در منطقه کیوتو بود و مسئول حفظ روابط خوب بین شوگون‌سالاری و دربار امپراتوری بود. : 325 
با این حال، در اواخر دوره شوگون‌سالاری پس از قرن‌ها که امپراتور در امور دولتی اظهار نظر بسیار کمی داشت و در کاخ امپراتوری کیوتو خود منزوی و پیرو شوگون حاکم بود، از نفوذ سیاسی فزاینده‌ای برخوردار شد. در سال ۱۸۶۲، توکوگاوا ایه‌موچی، با خواهر امپراتور کومی (زندگی ۱۸۶۷–۱۸۴۶ میلادی) ازدواج کرد و پس از آن گاهی با امپراتور در مورد سیاست‌های مختلف مشورت می‌شد و شوگون حتی برای دیدار با امپراتور در دوران بازسازی میجی در سال ۱۸۶۸م به کیوتو سفر می‌کرد.

### شوگون و تجارت خارجی

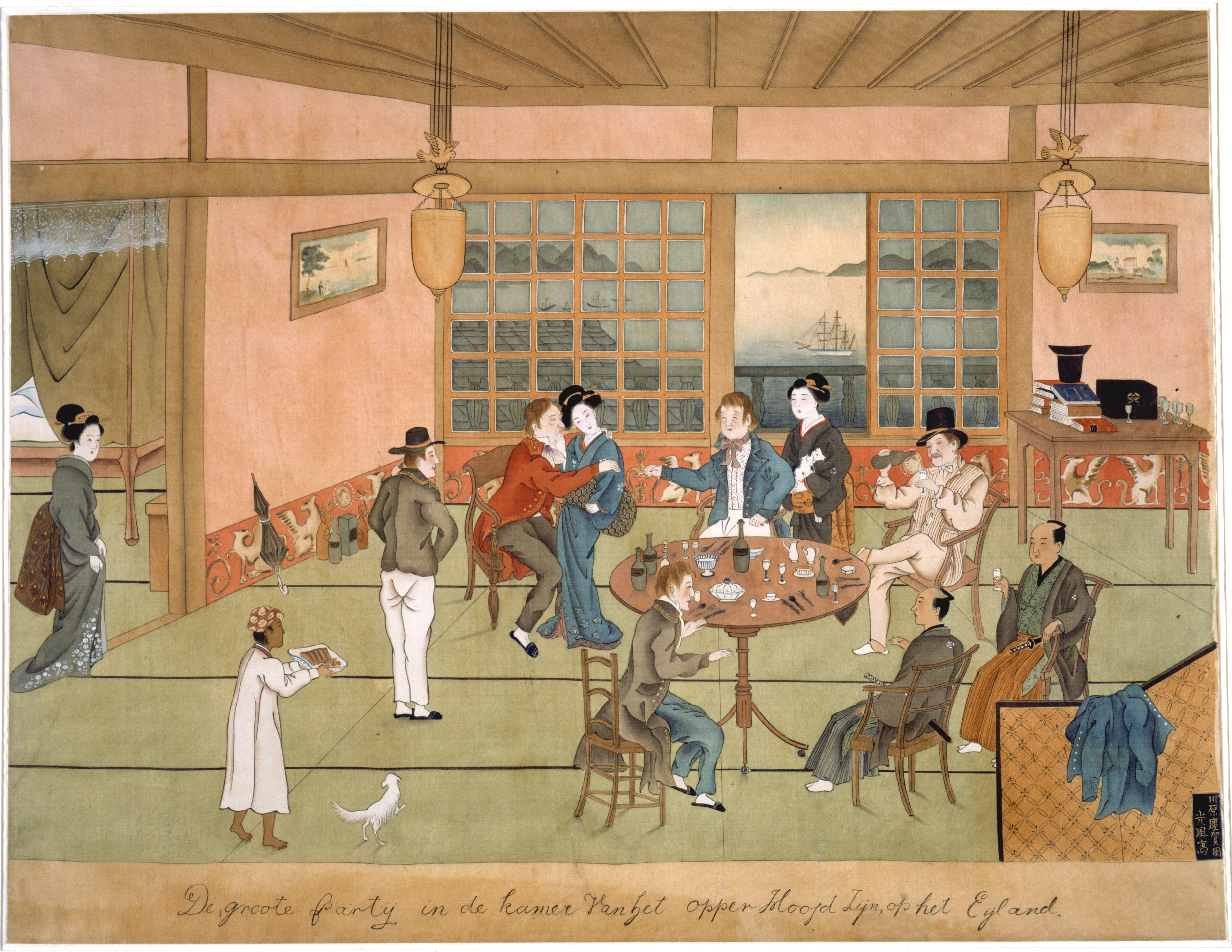
پست تجاری هلندی در دجیما، ج. ۱۸۰۵

در ابتدا ایه‌یاسو سیاست خارجی فعالی را دنبال کرد. هنگامی که کشتی هلندی لیفده در سال ۱۶۰۰ در کیوشو به گل نشست، او با یان یوستن فان لودنشتاین و دریانورد انگلیسی ویلیام آدامز ملاقات کرد. او آنها را به ادو دعوت کرد و در آنجا این دو دریانورد به او در امور خارجی مشاوره می‌دادند و شوگون را در جهت تجارت با هلند و انگلستان تشویق کردند. در آن زمان برخلاف کشورهای کاتولیک پرتغال و اسپانیا، این دو کشور پروتستان، تجارت را از فعالیت‌های تبلیغی مسیحی جدا کرده بودند. یک پایگاه هلندی برای تجارت در هیرادو (ناگاساکی) در سال ۱۶۰۹ و یک پایگاه انگلیسی در سال ۱۶۱۳ افتتاح شد. در سال ۱۶۱۰، ایه‌یاسو، تاجر اهل کیوتو، تاناکا شوسوکه، را به مکزیک کنونی که در آن زمان مستعمره اسپانیا بود فرستاد، جایی که او درخواست از سرگیری تجارت با امپراتوری اسپانیا در لوزون (فیلیپین کنونی) کرد. تجارت با اسپانیا پیش از این پس از اعدام مسیحیان توسط تویوتومی هیده‌یوشی در سال ۱۵۹۷ متوقف شده بود. ایه‌یاسو همچنین روابط دیپلماتیک خود را با کره در پی تلاش‌های نافرجام تهاجم هیده‌یوشی به کره از سر گرفت. با کمک خاندان سو در جزیره تسوشیما، روابط رسمی با کره در سال ۱۶۰۷ برقرار شد و سرانجام کره، مأموران دیپلماتیک خود را به ژاپن اعزام کرد. در حالی که روابط رسمی با مینگ چین، متحد کره در برابر حمله هیده‌یوشی به کره اصلاح نشد، بازرگانان چینی تجارت گسترده‌ای در هیرادو و ناگاساکی داشتند. با این حال، ایه‌یاسو در اواخر عمر خود کمتر مشتاق ارتباط با کشورهای خارجی شد.
ایه‌یاسو که سال‌ها به‌طور ضمنی به مسیحیت اجازه داده بود، در سال ۱۶۱۲ ابتدا فعالیت مذهبی آنها را در سرزمین‌هایی که مستقیماً توسط شوگون سالاری کنترل می‌شد، ممنوع کرد و سال بعد این ممنوعیت را در سراسر کشور گسترش داد. در همان زمان دستور تخریب کلیساها و اخراج مبلغان مذهبی را صادر کرد و مؤمنان مسیحی را تحت فشار قرار داد تا کاملاً از ایمان خود دست بکشند. گمان می‌رود که او از پیوستن نیروهای استعمارگر اسپانیایی یا پرتغالی به گروه‌های مسیحی ژاپنی نگران بود. در سال ۱۶۱۴، او بیش از ۳۰۰ مسیحی را به مانیل و ماکائو تبعید کرد. به احتمال زیاد تغییر سیاست او زمانی رخ داد که او روابطی را که با هلند و انگلیس برقرار کرده بود به عنوان جایگزینی برای روابط با پرتغال و اسپانیا در نظر گرفته شد.
بین ۱۶۰۴ تا سال ۱۶۳۵، شوگون‌سالاری مجوزهای متعددی را برای به اصطلاح «شوئین سن» (کشتی مهر قرمز) که برای تجارت آسیایی بود صادر کرد.
پس از مرگ ایه‌یاسو، پسرش توکوگاوا هیده‌تادا محدودیت‌ها را تشدید کرد و در زمان حکمرانی شوگون سوم توکوگاوا ایه‌میتسو، ژاپن وارد سیستمی شد که بعدها به نام ساکوکو یا سیستم «کشور بسته» شناخته شد.
از سال ۱۶۳۳، زمانی که شوگون‌سالاری توکوگاوا آغاز ساکوکو (کشور منزوی با درهای بسته) را اعلام کرد، تا اواسط قرن نوزدهم، روابط خارجی و معامله تجارت ژاپن تنها به پنج واحد تجاری از طریق چهار دروازه محدود شد که عبارت بودند از:
1. ناگاساکی: بزرگ‌ترین محل تجارت خصوصی با چین بود (که همچنین چین در ناگاساکی با پادشاهی ریوکیو معامله می‌کرد)، جایی که کمپانی هند شرقی هلند نیز مجاز به فعالیت بود.
2. ازو: (هوکایدو در آن زمان ازو نامیده می‌شد) خاندان ماتسومائه با قوم آینو (ژاپن) معامله انجام می‌داد.
3. جزیره تسوشیما: از طریق خاندان سو روابطی با پادشاهی چوسان-دودمان پادشاهی کره وجود داشت.
4. پادشاهی ریوکیو: یک پادشاهی نیمه مستقل بود که برای تقریباً تمام دوره ادو، تحت کنترل خاندان شیمازو از قلمرو ساتسوما بود.[۳۶]

### شوگون و مسیحیت
پیروان مسیحیت اولین بار در قرن شانزدهم در ژاپن ظاهر شدند. اودا نوبوناگا مسیحیت و فناوری غربی را که با آن وارد شده بود را پذیرفت. او همچنین آن را ابزاری می‌دانست که می‌توانست برای سرکوب نیروهای بودایی از آن استفاده کند. : ۱۲ 
اگرچه مسیحیت تا دهه ۱۶۱۰ اجازه رشد یافت، توکوگاوا ایه‌یاسو به زودی آن را به عنوان تهدیدی فزاینده برای ثبات حکومت شوگون تلقی کرد. به عنوان «اوگوشو» (شوگون بازنشسته) او بر اجرای قوانینی که اعمال مسیحیت را ممنوع می‌کرد، تأثیر گذاشت. جانشینان او از این روش پیروی کردند و بر قوانین ایه‌یاسو نیز افزودند. ممنوعیت مسیحیت اغلب با ایجاد قوانین انزوا یا ساکوکو در دهه ۱۶۳۰ مرتبط است.: ۲۴–۲۸ 

### اقتصاد و درآمد دولت
تأکید شوگون‌سالاری توکوگاوا بر تولید کشاورزی، رشد قابل توجهی را در آن بخش اقتصادی تشویق کرد. گسترش تجارت و صنعت تولید حتی بیشتر بود و با توسعه مراکز شهری بزرگ، به ویژه ادو، اوساکا و کیوتو، در پی تلاش‌های دولت برای تمرکزگرایی و موفقیت آن در حفظ صلح، تحریک شد. تولید پارچه‌های ابریشمی و نخی مرغوب، تولید کاغذ و سرامیک چینی و تولید ساکی (آبجوی برنج) در شهرها و شهرستان‌ها رونق گرفت، همان‌طور که تجارت این کالاها نیز رونق گرفت. این افزایش در فعالیت‌های تجاری باعث ظهور عمده‌فروشان و کارگزاران بورس شد و استفاده روزافزون از بورس و اعتبار، سرمایه‌داران قدرتمندی را به وجود آورد. ظهور این طبقه تاجر مرفه، فرهنگ شهری پویایی را به همراه داشت که در اشکال جدید ادبی و هنری
مانند فرهنگ اوکی‌یو (به معنای جهان فانی و گذران) تجلی یافت.
شوگون‌سالاری توکوگاوا برنج را به عنوان واحد پول خود ککو برگزید. ارزش اقتصادی تمام زمین‌های سراسر کشور، شامل شالیزارها، مزارع و مناطق مسکونی، بر اساس تعداد ککو برنجی که می‌توانست از آن استخراج شود، تخمین زده می‌شد و مالیات برنج بر اساس آن جمع‌آوری می‌شد و منبع درآمدی برای شوگون‌سالاری و حوزه‌های مختلف فئودالی فراهم می‌کرد. گفته می‌شود کل محصول برنج در ژاپن ۳۰ میلیون ککو بوده است، اما برداشت واقعی برنج احتمالاً حدود ۲۴ میلیون ککو یا ۳٫۶ میلیون تن بوده است. در آن زمان، یک ککو برنج به قیمت یک ریو فروخته می‌شد، بنابراین اگر یک ریو را به ارزش پولی فعلی تقریباً ۱۳۰٬۰۰۰ ین تبدیل شود، ارزش کل تولید برنج ۳ تریلیون ین خواهد بود. اگر فرض کنیم که مالیات سالانه ۴۰٪ از آن مبلغ بوده است، درآمد شوگون‌سالاری و حوزه‌های مختلف فئودالی ۱٫۲ تریلیون ین می‌شد. نظام سیاسی مبتنی بر بنیان اقتصادی برداشت برنج، که با نظام تخصیص زمین در دوره نارا آغاز شد، به مدت ۱۳۰۰ سال تا زمان اصلاحات میجی ادامه یافت.

## ارکان‌های شوگون‌سالاری
اولین ساختار سازمان شوگون‌سالاری توکوگاوا «بوکه شیتسویاکو» را به عنوان بالاترین رتبه دارد. اولین اعضای این دفتر ایی نائوماسا، ساکاکیبارا یاسوماسا و هوندا تاداکاتسو بودند.
دست‌نشاندگان شخصی شوگون‌های توکوگاوا به دو گروه طبقه‌بندی شدند:
- هاتاموتو یک اصطلاح عمومی است که به کسانی گفته می‌شود که مستقیماً تحت فرمان خانواده شوگون توکوگاوا بودند و مقدار محصول برنجی که دریافت می‌کردند کمتر از ۱۰٬۰۰۰ ککو بود. این امتیاز را داشت که مستقیماً به شوگون نزدیک شود.[۴۳]
- گوکه‌نین امتیاز مخاطب قرار گرفتن توسط شوگون را نداشت. هاتاموتو و گوکه‌نین توسط بوکه شوهاتو (قوانین مربوط به خاندان‌های نظامی) اداره می‌شدند و تحت نظارت واکادوشیوری (مشاور جوان) قرار داشتند. آنها اساساً مجبور بودند در ادو اقامت کنند.[۴۳]

### روجو و واکادوشییوری

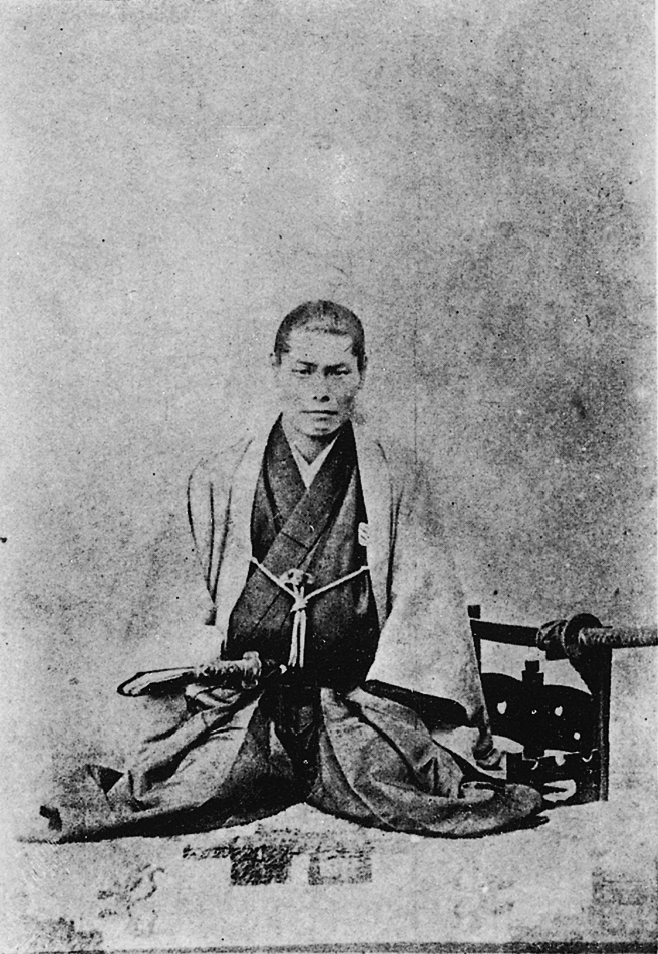
کوندو ایسامی ابتدا یک واکادوشیوری بود که در اواخر دوره ادو به یکی از فرماندهان گروه شینسنگومی تبدیل شد.

روجو معمولاً ارشدترین اعضای دولت شوگون‌سالاری بودند. این اصطلاح یا به «بزرگان فردی» یا به «شورای بزرگان» به‌طور کلی اشاره دارد؛ در زمان دو شوگون اول، تنها دو روجو وجود داشت. سپس این تعداد به پنج نفر افزایش یافت و بعداً به چهار نفر کاهش یافت. روجوها معمولاً از رده‌های فودای دایمیوها با دامنه‌هایی بین ۲۵٬۰۰۰ تا ۵۰٬۰۰۰ ککو منصوب می‌شدند.: ۱۸ 
شوگون به‌طور نامنظم یک روجو را به سمت تایرو منصوب می‌کرد. تایرو بلندپایه‌ترین پست اداری در شوگون‌سالاری توکوگاوا در ژاپن بود. امروزه این پست با نخست‌وزیر برابری می‌کند. در پایان رژیم تویوتومی، پنج گو-تایرو (۵ بزرگان) شناخته شده هستند که پس از مرگ تویوتومی هیده‌یوشی مسئولیت سیاست را بر عهده داشتند. در دوره شوگون‌سالاری ادو، به‌طور معمول قدرتمندترین فرد در کنار شوگون ادو، روجو در نظر گرفته می‌شد، اما زمانی که مشکل مهمی در شوگون‌سالاری پیش آمد، تایرو به‌طور موقت در پایه بلندتری از روجو قرار می‌گرفت. عموماً اعتقاد بر این است که اولین تایرو در سال ۱۶۳۸ (سال پانزدهم کانئی) منصوب شد. در مجموع ۱۴ نفر در طول ۲۳۰ سال تا سال ۱۸۶۸، به عنوان تایرو منصوب شدند.
مقام اداری واکادوشیوری (بزرگان جوان) در حدود سال ۱۶۳۳ ایجاد شد، اما انتصابات تا سال ۱۶۶۲ نامنظم بود. چهار تا شش واکادوشیوری از نظر وضعیت تابع روجو بودند، اما آنها بالاتر از جیشا بوگیو (ناظران بر معابد) قرار داشتند. این افراد به مدت یک ماه به صورت چرخشی خدمت کرده و از بین رده‌های دایمیوهای فودای  انتخاب می‌شدند. دوره‌هایی وجود داشت که تعداد واکادوشیوری‌ها در یک زمان به ۶ یا ۷ نفر افزایش یافت.: ۳۳۰ 
برخی از شوگون‌ها یک سوبایونین را منصوب می‌کردند. وظیفه او این بود که همیشه در کنار شوگون خدمت کرده و دستورهای شوگون را به روجو و نظر و پاسخ روجو را به شوگون منتقل کند. شوگون اغلب در مورد مسائل سیاسی با سوبایونین مشورت می‌کرد و او قدرت زیادی داشت.

### اومه‌تسوکه و مه‌تسوکه
اومه‌تسوکه و مه‌تسوکه نیروی امنیتی، سانسورکنندگان یا بازرسان شوگون‌سالاری توکوگاوا بودند. آنها مقامات باکوفو (شوگون‌سالاری) بودند که تا حدی پایین‌تر از مقام بوگیو قرار داشتند. آنها مأمور بررسی موارد سوءمدیریت، فساد یا نارضایتی در هر نقطه از ژاپن بودند. به ویژه در میان مردمی که در منطقه تحت تسلط یک دایمیو زندگی می‌کردند.: ۳۲۶  آنها مقام‌هایی بودند که به «روجو» و واکادوشیوری گزارش می‌دادند. حکومت شوگونی نیاز به نوعی دستگاه جمع‌آوری اطلاعات داخلی و درجاتی از جاسوسی پنهان در صفوف خود را تشخیص داد. می‌توان گفت که مه‌تسوکه به عنوان سازمان اطلاعاتی شوگون یا جاسوسان داخلی عمل می‌کرد و به مقامات ادو در مورد رویدادها و موقعیت‌های سراسر کشور گزارش می‌داد. در هر زمان به تعداد بیست و چهار نفر مه‌تسوکه وجود داشت.: ۳۹ 
اومه‌تسوکه به مقام ارشد مه‌تسوکه گفته می‌شد. اومه‌تسوکه تحت فرمان روجو قرار داشت و دومین مقام عالی‌رتبه رسمی دولتی در دولت بود. اومه‌تسوکه‌ها سانسورچی‌ها و بازرسان کل بودند که وظیفه جمع‌آوری اطلاعات، نظارت بر نخبگان ملت، به ویژه اربابان فئودال دایمیو، اعضای کوگه (خانواده‌های اشرافی ممتاز و برجسته) و اعضای دربار امپراتوری را بر عهده داشتند تا از شوگون‌سالاری در برابر شورش و مخالفت محافظت کنند و اطمینان حاصل کنند که این افراد عالی‌رتبه وظایف خود را به‌طور شایسته و مناسب انجام می‌دهند و از فساد مصون می‌مانند.

### بوگیو
بوگیو به طورکلی عنوان شغلی از دوران شوگون سالاری سامورایی‌ها بود. بوگیو مسئول و مجری امور عمومی (=امور حکومتی) بود. شوگون‌سالاری ادو سه بوگیو، یکی برای معابد و زیارتگاه‌ها، یکی برای شهرها و یکی برای حسابداری، و همچنین سه بوگیو پایین‌تر برای ساخت و ساز، کارهای عمومی و ساخت و سازهای جزئی و ده‌ها بوگیوی در دولت مرکزی و استان‌های دوردست تأسیس کرد.

### سان-بوگیو
سان-بوگیو (سه مدیر)جیشا بوگیو، کانجو بوگیو و ماچی بوگیو بودند که به ترتیب بر معابد بودایی در ژاپن و معبد شینتویی، حسابداری و امور شهرها نظارت می‌کردند.
جیشا بوگیو بالاترین جایگاه را در بین این سه نفر داشت. آنها بر اداره معابد بودایی («جی») و زیارتگاه‌های شینتو («شا») نظارت می‌کردند که بسیاری از آنها دارای دامنه فئودالی بودند. همچنین، آنها به دعاوی چندین زمین در خارج از هشت استان منطقه کانتو رسیدگی می‌کردند.
کانجو بوگیو در وضعیت بعدی قرار گرفتند. چهار دارنده این مقام به روجو گزارش می‌دادند. آنها مسئول امور مالی شوگون‌سالاری بودند.
ماچی-بوگیو مدیران ارشد شهری ادو و سایر شهرها بود. نقش‌های آن‌ها شامل شهردار، رئیس نیروی انتظامی (و بعداً آتش‌نشانی) و قاضی در امور جنایی و مدنی بود که سامورایی‌ها را شامل نمی‌شد. دو (به‌طور خلاصه، سه) مرد، که معمولاً هاتاموتو بودند، مدیریت این دفتر را بر عهده داشتند، و هر ماه به‌طور متناوب با یکدیگر عوض می‌شدند.

### گایکوکو بوگیو
گایکوکو بوگیو در اصل این ایجاد یک وزارت امور خارجه ژاپن پس از دوره طولانی سیاست انزواطلبی ژاپن بود که در ۸ ژوئیه ۱۸۵۸، به منظور مقابله با وضعیت دیپلماتیک جدید ایجاد شد. گایکوکو بوگیو در پایان دوره ادو به دلیل خواسته‌های قدرت‌های غربی برای باز کردن کشور و بلافاصله پس از امضای معاهده تجاری با هریس، تأسیس و با سقوط شوگون‌سالاری نیز لغو شد.

## فهرست شوگون‌ها و همسران اصلی و تعداد فرزندان
| ترتیب | توکوگاوا | توکوگاوا                     | نام همسر | اصل و نسب همسر | تعداد فرزندان                                 |
| ----- | -------- | ---------------------------- | --- | --- | --------------------------------------------- |
| ۱     |          | توکوگاوا ایه‌یاسو ۱۶۰۳–۱۶۰۵   | همسر اول تسوکی‌یاما-دونو (مرگ ۱۵۷۹) ________________________________ کی‌شیتسو (زن بعدی بعد از مرگ یا طلاق همسر نخست) آساهی هیمه (ازدواج ۱۵۸۶–۱۵۹۰)                                                                     | تسوکی‌یاما-دونو دختر سکیگوچی چیکاناگا ________________________________ آساهی هیمه، خواهر کوچکتر تویوتومی هیده‌یوشی                                                                               | ۱۶ فرزند                                      |
| ۲     |          | توکوگاوا هیده‌تادا ۱۶۰۵–۱۶۲۳  | همسر اول اوهیمه (تولد ۱۵۸۵ – مرگ ۱۵۹۱ میلادی) ________________________________ کی‌شیتسو (زن بعدی) اوایو (ازدواج ۱۶۲۶–۱۵۹۵)                                                                                            | اوهیمه دختر ارشد اودا نوبوکاتسو (دومین پسر اودا نوبوناگا) ________________________________ اوایو خواهرزاده اودا نوبوناگا                                                                       | ۸ فرزند                                       |
| ۳     |          | توکوگاوا ایه‌میتسو ۱۶۲۳–۱۶۵۱  | تاکاتسوکاسا تاکاکو | دختر کانپاکو، تاکاتسوکاسا نوبوفوسا | ۶ فرزند                                       |
| ۴     |          | توکوگاوا ایه‌تسونا ۱۶۵۱–۱۶۸۰  | آکیکوجوئو | دختر شاهزاده فوشیمینومیا ساداکیو فرزندخوانده امپراتور گو-یوزی | بدون فرزند به دلیل سقط جنین و مرگ نوزادان     |
| ۵     |          | توکوگاوا تسونایوشی ۱۶۸۰–۱۷۰۹ | تاکاتسوکاسا نوبوکو | دختر یک اشراف درباری یا کوگیو، تاکاتسوکاسا نوریهیرا و خواهر تاکاتسوکاسا فوساسوکه، سشو و کانپاکو                                                                                                | ۲ فرزند                                       |
| ۶     |          | توکوگاوا ایه‌نوبو ۱۷۰۹–۱۷۱۲   | کونوئه هیروکو | دختر کانپاکو کونوئه موتوهیرو | ۶ فرزند                                       |
| ۷     |          | توکوگاوا ایه‌تسوگو ۱۷۱۳–۱۷۱۶  | یوشیکو نایشیننو | دختر صد و دوازدهمین امپراتور ژاپن، امپراتور ریگن | بدون فرزند مرگ در کودکی                       |
| ۸     |          | توکوگاوا یوشیمونه ۱۷۱۶–۱۷۴۵  | ماساکو جوئو | دختر اشراف درباری، شاهزاده فوشیمینومیا سادایوکی | ۵ فرزند                                       |
| ۹     |          | توکوگاوا ایه‌شیگه ۱۷۴۵–۱۷۶۰   | ماسوکو جوئو | دختر شاهزاده فوشیمینومیا کونیناگا چهاردهمین رهبر خاندان فوشیمی-نو-میا | ۲ فرزند                                       |
| ۱۰    |          | توکوگاوا ایه‌هارو ۱۷۶۰–۱۷۸۶   | توموکو جوئو | دختر شاهزاده کانئیننومیا نائوهیتو، پسر صد و سیزدهمین امپراتور ژاپن، امپراتور هیگاشی‌یاما | ۴ فرزند                                       |
| ۱۱    |          | توکوگاوا ایه‌ناری ۱۷۸۶–۱۸۳۷   | کودای‌ئین | دختر شیمازو شیگه‌هیده هشتمین ارباب قلمرو ساتسوما | ۵۳ فرزند                                      |
| ۱۲    |          | توکوگاوا ایه‌یوشی ۱۸۳۷–۱۸۵۳   | تاکاکو جوئو | دختر شاهزاده آریسوگاوا نومیا اوریهیتو نوه امپراتور ریگن | ۲۷ فرزند                                      |
| ۱۳    |          | توکوگاوا ایه‌سادا ۱۸۵۳–۱۸۵۸   | همسر اول تاکاتسوکاسا آتسوکو (تولد ۱۸۲۳ – مرگ ۱۸۴۸ میلادی) ________________________________ کی‌شیتسو (زن بعدی) ایچیجو هیده‌کو (تولد ۱۸۲۵ – مرگ ۱۸۵۰ میلادی) ________________________________ کی‌شیتسو (زن بعدی) تنشو-این | دختر کانپاکو تاکاتسوکاسا ماساهیرو ________________________________ دختر صدراعظم ایچیجو تادایوشی ________________________________ دختر شیمازو تاداتاکه یکی از رهبران شاخه فرعی از خاندان شیمازو | بدون فرزند احتمالاً به دلیل بیماری             |
| ۱۴    |          | توکوگاوا ایه‌موچی ۱۸۵۸–۱۸۶۶   | چیکاکو، شاهدخت کازو | دختر هشتم امپراتور نینکو و خواهر کوچکتر امپراتور کومی | بدون فرزند احتمالاً به دلیل مرگ در سن ۲۰ سالگی |
| ۱۵    |          | توکوگاوا یوشینوبو ۱۸۶۶–۱۸۶۷  | ایچیجو میکاکو | دختر خوانده ایچیجو تاداکا و خواهرخوانده امپراتریس شوکن همسر اصلی امپراتور میجی | ۲۱ فرزند                                      |

### تدابیر برای بقای دودمان

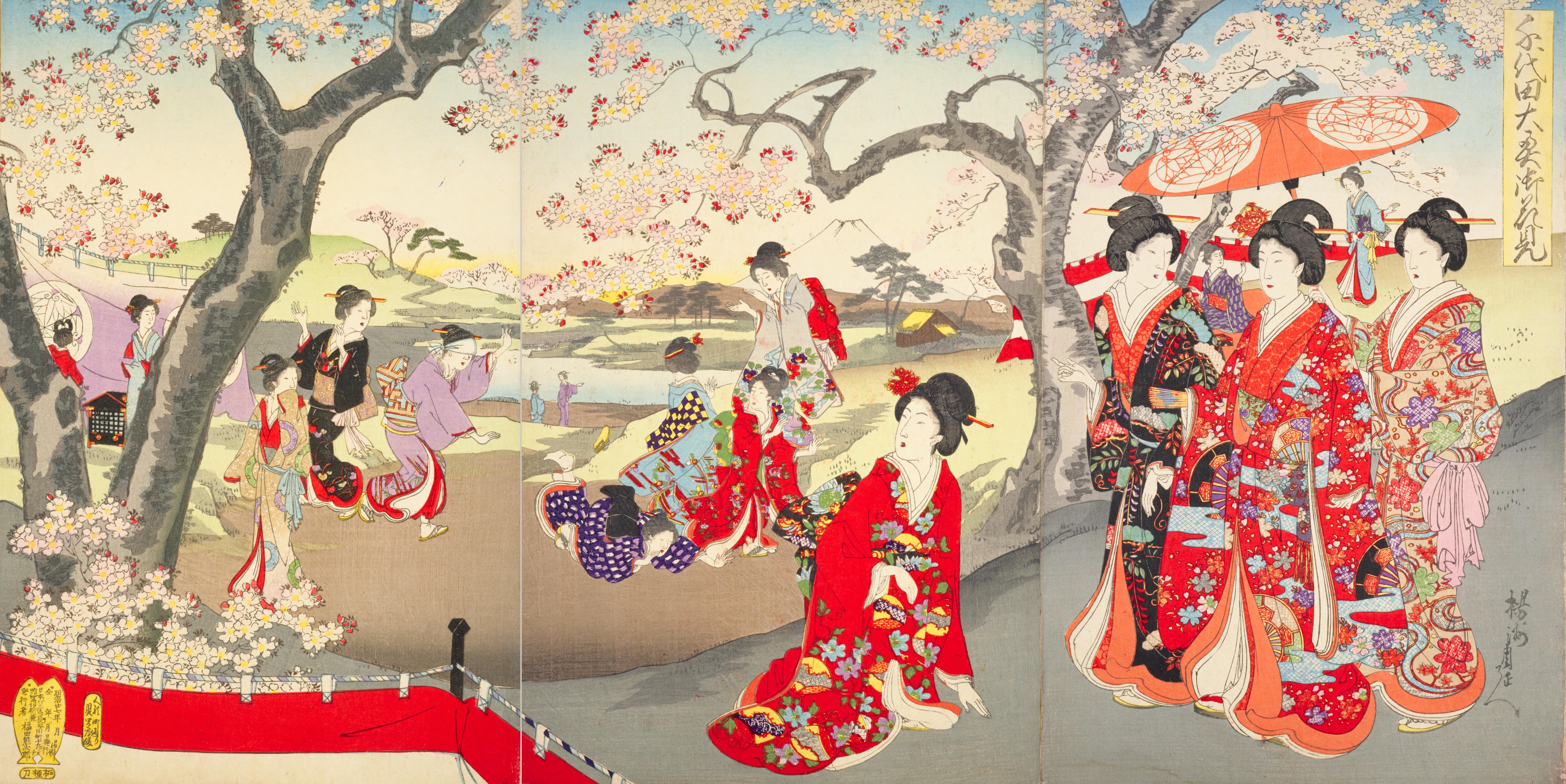
یک نقاشی اوکی‌یوئه، زنان را در او-اوکو (حرمسرای شوگون) در حال لذت بردن از ساکورا

در طول سلطنت سومین شوگون، توکوگاوا ایه‌میتسو، او-اوکو (نوعی حرمسرا) در قلعه ادو به پیشنهاد دایه‌اش کاسوگا نو تسوبونه برای اطمینان از تولد یک وارث مرد از اصل و نسب شوگون گسترش یافت. اواوکو تبدیل به حرمسرای بزرگ شوگون با نزدیک به ۱۰۰۰ زن که به زنان شوگون خدمت می‌کردند، شد. زنان در او-اوکو بسیار سلسله مراتبی بودند، همسر اصلی شوگون میدای‌دوکورو از یک تبار اشرافی بود، در راس قدرت در او-اوکو حکومت می‌کرد. زنانی که برای مدت طولانی به او خدمت کرده بودند، در واقع او-کو را کنترل می‌کردند. زنانی که به عنوان خدمتکار در «اوکو» کار می‌کردند، دختران هاتاموتوها، طبقهٔ بلندپایه سامورایی بودند، و آنها خدمتکارانی از چونین (مردم معمولی شهر) داشتند و دهقانانی که برای آنها کار می‌کردند. حتی با خدمتکاران رده پایین نیز اگر فرزندان شوگون را به دنیا می‌آوردند، به عنوان همسر غیراصلی رفتار می‌شد. یکی از این نمونه‌ها «اوتاما»، دختر یک بقال بود که پنجمین شوگون، توکوگاوا ایه‌تسونا را به دنیا آورد. او-اوکو همچنین برای تضمین حاکمیت شوگون‌های توکوگاوا بر کشور با ترتیب دادن ازدواج سیاسی بین فرزندان شوگون و فرزندان دایمیوها در مناطق مختلف مورد استفاده قرار گرفت. حرمسرای او-اوکو تا سال ۱۸۶۸، زمانی که شوگون‌سالاری توکوگاوا منحل شد، وجود داشت.
بنیان‌گذار شوگون‌سالاری توکوگاوا یعنی توکوگاوا ایه‌یاسو پس از انقراض شوگون‌های میناموتو به‌خوبی از بالا بودن خطر انقراض به علت مرگ، هنگامی که قدرت تنها به فرزندان شوگون قبلی منتقل شود، آگاه بود. وی در هنگامی که پسرش توکوگاوا هیده‌تادا دومین شوگون بود، قوانینی ایجاد کرد که در هنگامی که هیچ پسری در شاخهٔ اصلی خانوادهٔ شوگون در حال قدرت وجود نداشته باشد، قدرت به پسران نسل سه پسر دیگرش انتقال یابد. بر پایه همین تدبیر توکوگاوا گوسانکه (سه خاندان توکوگاوا) که شامل خاندان‌های اوواری توکوگاوا، کیشو توکوگاوا و میتو توکوگاوا بود، توسط فرزندان توکوگاوا ایه‌یاسو تأسیس شد. این دومین خاندان معتبر پس از شاخهٔ اصلی شوگون بود و اگر خاندان اصلی شوگون موفق به به وجود آوردن وارث نمی‌شدند، یکی از اعضای مذکر یکی از این سه خاندان به عنوان شوگون منصوب می‌شد. برای مثال، شوگون هشتم، توکوگاوا یوشیمونه و شوگون چهاردهم، توکوگاوا ایه‌موچی، در اصل سران خاندان کیشو توکوگاوا بودند.
به منظور زنده نگه داشتن تبار شوگون‌ها، شوگون هشتم، توکوگاوا یوشیمونه، از فرزندان خود خواست خاندان‌های تایاسو، هیتوتسوباشی و شیمیزو را تأسیس کنند که به آنها گوسانکیو (سه خاندان برجسته) می‌گفتند و به عنوان دومین شاخه دودمانی معتبر پس از توکوگاوا گوسانکه در نظر گرفته می‌شدند. از این میان، یازدهمین شوگون، توکوگاوا ایه‌ناری از خاندان هیتوتسوباشی توکوگاوا به شوگونی انتخاب شد. پسر او توکوگاوا ایه‌یوشی دوازدهمین شوگون شد و پسر ایه‌یوشی توکوگاوا ایه‌سادا سیزدهمین شوگون شد. توکوگاوا یوشینوبو که از خاندان میتو توکوگاوا بود پس از پذیرفته شدن به فرزندخواندگی توسط خاندان هیتوتسوباشی توکوگاوا، پانزدهمین شوگون شد.